# Liste der Biografien/Mco
Liste der Biografien |
Portal Biografien |
Personensuche
# |
A |
B |
C |
D |
E |
F |
G |
H |
I |
J |
K |
L |
M |
N |
O |
P |
Q |
R |
S |
T |
U |
V |
W |
X |
Y |
Z |
?
 
Ma |
Mb |
Mc |
Md |
Me |
Mf |
Mg |
Mh |
Mi |
Mj |
Mk |
Ml |
Mm |
Mn |
Mo |
Mp |
Mq |
Mr |
Ms |
Mt |
Mu |
Mv |
Mw |
Mx |
My |
Mz
 
Mca |
Mcb |
Mcc |
Mcd |
Mce |
Mcf |
Mcg |
Mch |
Mci |
Mcj |
Mck |
Mcl |
Mcm |
Mcn |
Mco |
Mcp |
Mcq |
Mcr |
Mcs |
Mct |
Mcu |
Mcv |
Mcw
Die Liste der Biografien führt alle Personen auf, die in der deutschsprachigen Wikipedia einen Artikel haben. Dieses ist eine Teilliste mit 4 Einträgen von Personen, deren Namen mit den Buchstaben „Mco“ beginnt.

## Mco

### Mcom
- McOmber, Gordon (1919–2018), US-amerikanischer Politiker
- McOmie, Maggie (* 1941), US-amerikanische Filmschauspielerin

### Mcor
- M’Cormack, Adetokumboh (* 1982), sierra-leonischer Schauspieler, Synchronsprecher, Filmproduzent und FilmregisseurAdetokumboh M’Cormack (* 1982)

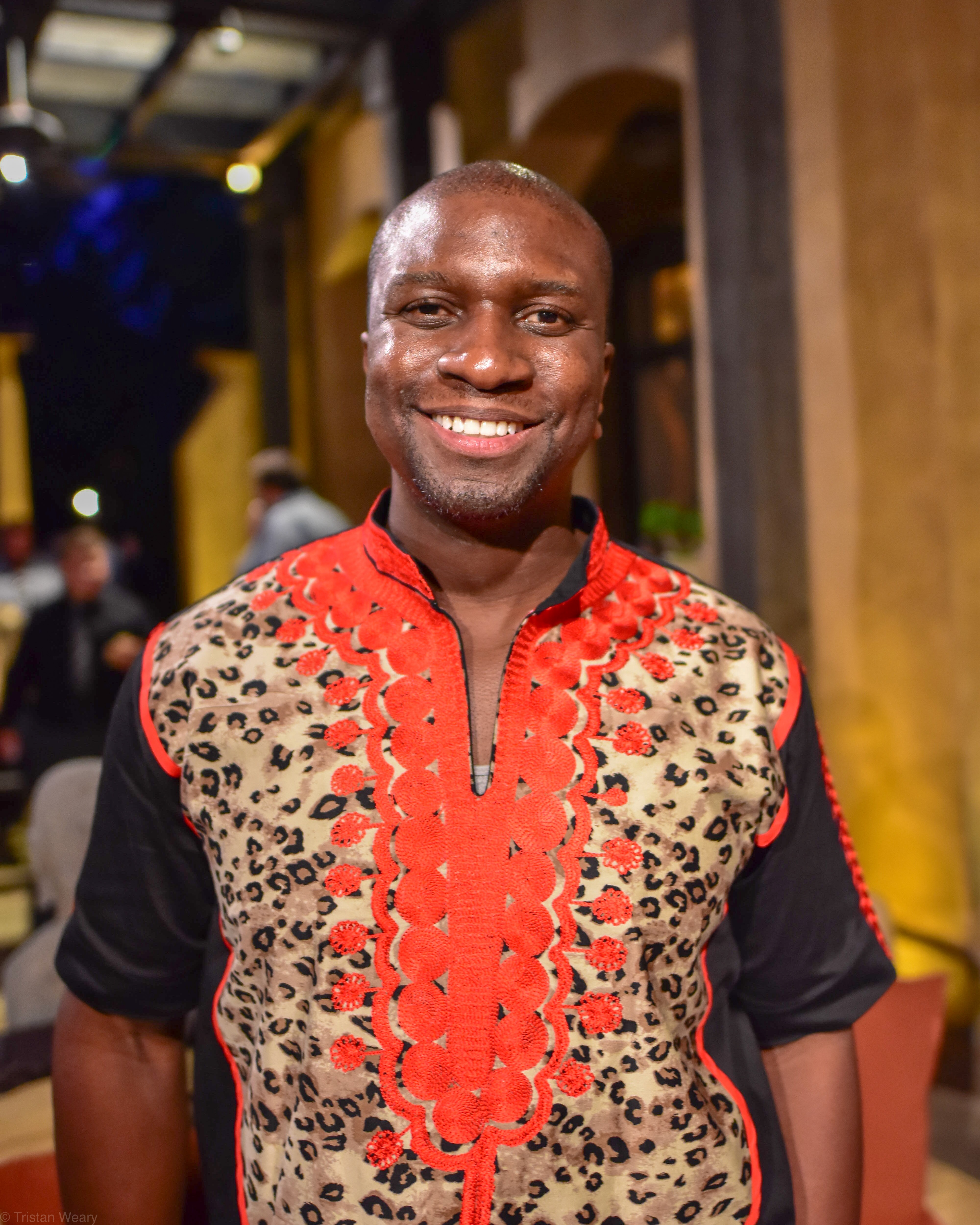
Adetokumboh M’Cormack (* 1982)

### Mcow
- McOwen, Billy (1871–1950), englischer Fußballspieler